# Believers Church
Believers Eastern Church (en Español: Iglesia oriental de creyentes, anteriormente Believers Church) es una denominación cristiana protestante oriental con congregaciones y parroquias en todo el mundo. En la actualidad, cuenta con una forma de gobierno episcopaliana. Está dirigida por un comité de Obispos en un Sínodo, con un obispo central que tiene el título honorario de "primus ínter pares" y que sigue la doctrina del Evangelicalismo. La Believers Eastern Church tiene su base en el estado de Kerala en el sur de la India. En 2015, la iglesia informó que se había re-organizado en 33 diócesis; disminuyendo en su número de las 36 diócesis que existían en 2009. Según la propia organización, su afiliación consta de más de 3.5 millones de personas en 10 países. La Iglesia actualmente tiene 13 Obispos, y un Obispo Metropolitano, siendo actualmente K. P. Yohannan.

## Servicios humanitarios
Believers Church está involucrada en varios proyectos sociales y ha sido elogiada por "su servicio humanitario hacia la sociedad en general". El servicio social de la iglesia incluye reducción de la pobreza, control de ceguera y promoción de la alfabetización de adultos. La iglesia también crea refugios para niños de la calle a través de una casa llamada Asha Grih, autorizado por el Gobierno indio. Además, la iglesia tiene un proyecto de desarrollo del niño llamado Bridge of Hope (BOH). BOH proporciona educación holística a niños con necesidades especiales del Sur de Asia.